# Hyles dentata
Hyles dentata är en fjärilsart som beskrevs av Gschwander. 1912. Hyles dentata ingår i släktet Hyles och familjen svärmare. Inga underarter finns listade i Catalogue of Life.